# (464318) 2016 AQ107
(464318) 2016 AQ107 es un asteroide perteneciente al cinturón de asteroides, descubierto el 24 de diciembre de 2006 por el equipo Spacewatch desde el Observatorio Nacional de Kitt Peak (Arizona, Estados Unidos).